# Botia dario
Botia dario es una especie de pez del género Botia, familia Botiidae. Fue descrita científicamente por Hamilton en 1822.
Se distribuye por Asia: India, Bangladés y Bután. La longitud total (TL) es de 15,1 centímetros. Habita en arroyos de montaña.
Está clasificada como una especie marina inofensiva para el ser humano.